# Icosidodecaedro
In geometria solida, l'icosidodecaedro è uno dei tredici poliedri archimedei, ottenuto troncando le venti cuspidi del dodecaedro, oppure le dodici cuspidi a 1/2 della lunghezza del lato dell'icosaedro.
Ha 32 facce, divise in 12 pentagoni e 20 triangoli, ognuno dei suoi 60 spigoli separa un pentagono da un triangolo e in ciascuno dei suoi 30 vertici concorrono due pentagoni e due triangoli.

## Area e volume
L'area A ed il volume V di un icosidodecaedro i cui spigoli hanno lunghezza a sono le seguenti:
{\displaystyle A=(5{\sqrt {3}}+3{\sqrt {25+10{\sqrt {5}}}})a^{2}}
{\displaystyle V={\begin{matrix}{1 \over 6}\end{matrix}}(45+17{\sqrt {5}})a^{3}}

## Dualità
Il poliedro duale dell'icosidodecaedro è il triacontaedro rombico.

## Simmetrie
Il gruppo delle simmetrie dell'icosidodecaedro ha 120 elementi; il gruppo delle simmetrie che preservano l'orientamento è il gruppo icosaedrale {\displaystyle I\cong A_{5}}. Sono gli stessi gruppi di simmetria dell'icosaedro, del dodecaedro, dell'icosaedro troncato e del dodecaedro troncato..

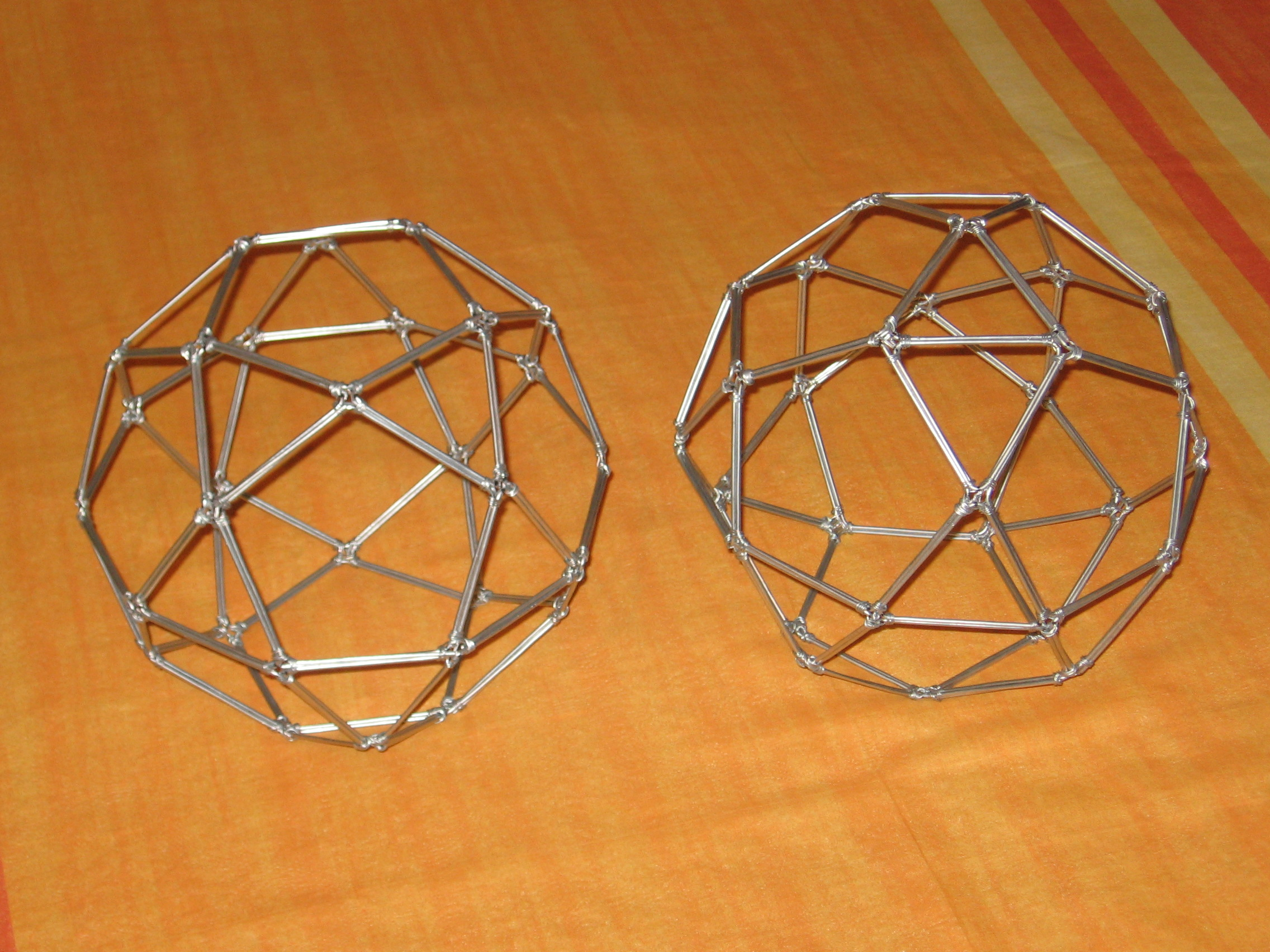
L'icosidodecaedro (girobirotunda pentagonale) e l'ortobirotunda pentagonale

## Birotonda pentagonale
I 60 spigoli dell'icosidodecaedro identificano, a gruppi di dieci, 6 decagoni. Tagliando lungo uno di essi, l'icosidodecaedro viene diviso in due solidi di Johnson detti rotonde pentagonali. Ruotando le due copule ed incollandole in modo da affiancare pentagoni con pentagoni e triangoli con triangoli si ottiene l'ortobirotonda pentagonale, un altro solido di Johnson. Utilizzando la stessa nomenclatura, l'icosidodecaedro può anche essere chiamato girobirotonda pentagonale.

## Legami con dodecaedro e icosaedro
La seguente sequenza di poliedri illustra una transizione dal dodecaedro all'icosaedro:
| dodecaedro | dodecaedro troncato | icosidodecaedro | icosaedro troncato | icosaedro |